# مهن (فيروزكوه)
مهن (بالفارسية: مهن) هي قرية تقع في Poshtkuh Rural District في إيران. يقدر عدد سكانها بـ 541 نسمة .